# ليمباخ-أوبرفرونا
ليمباخ اوبرفرونا (بالألمانية: Limbach-Oberfrohna) هي بلدة ألمانية وGrosse Kreisstadt تقع في ألمانيا في ساكسونيا. يقدر عدد سكانها بـ 26,597 نسمة .

## المدن التوأمة
مدن اينغلهايم آم راين وهشينغن هي مدن توأمة لـليمباخ اوبرفرونا.

## أعلام
- جيرت هوفمان